# Funza (kommun)
Funza är en kommun i Colombia.   Den ligger i departementet Cundinamarca, i den centrala delen av landet, 20 km nordväst om huvudstaden Bogotá. Antalet invånare är 61 380.